# 馬爾科姆·楊
馬爾科姆·米切爾·楊（英語：Malcolm Mitchell Young，1953年1月6日—2017年11月18日）是蘇格蘭裔澳洲音樂家與詞曲作家，也是澳洲硬式搖滾樂團AC/DC的節奏吉他手、背景和聲歌手、詞曲作家和創始成員之一。除了1988年短暫退出之外，他從1973年11月加入開始直到2014年由於健康原因而退休。楊和AC/DC的其他成員於2003年入選搖滾名人堂。
雖然他的弟弟安格斯在兄弟中表現更為突出，但馬爾科姆常被描述為是樂團的動力和領導者。2014年，他表示儘管退出樂團，但AC/DC決心帶著他的祝福繼續創作音樂。身為節奏吉他手，他負責詮釋樂團聲響、發展許多吉他riff、以及與安格斯共同創作樂團的原創作品。
楊於2014年4月離開AC/DC並接受失智症的治療。同年9月，樂團管理層宣布他將永久退休。2017年11月18日，馬爾科姆·楊離世，享壽64歲。

## 外部連結
- ACDC.com AC/DC官方網站 （页面存档备份，存于）